# سایر بنی عبدالاشهل
سایر بنی عبدالاشهل از انصار بود که پس از درگذشت محمد پیامبر اسلام در ماجرای سقیفه بنی ساعده، مردم را به بیعت با ابوبکر تشویق می‌کرد.